# اس‌اس لجسناف
اس‌اس لجسناف (به انگلیسی: SS Ljusneälf) یک کشتی بود که طول آن ۲۳۹ فوت ۱ اینچ (۷۲٫۸۷ متر) بود. این کشتی در سال ۱۹۱۷ ساخته شد.